# Niedźwiedź Czarny

Wizerunek herbu w stylizacji Tadeusza Gajla

Niedźwiedź Czarny – polski herb szlachecki z nobilitacji.

## Opis herbu
Opis zgodnie z klasycznymi regułami blazonowania:
W polu zielonym, niedźwiedź kroczący czarny. Klejnotu oraz labrów brak, nad tarczą tylko korona szlachecka.

## Najwcześniejsze wzmianki
Herb nadany razem z przywilejem nobilitacji w roku 1764 neofitom Adamowi, Pawłowi, Piotrowi, Janowi i Ignacemu Zbitniewskim w witebskiem.

## Herbowni
Jedna rodzina herbownych (herb własny):
Zbitniewski.